# Baloldal (Észak-Macedónia)
A Baloldal (macedónul Левица, Levica) egy szélsőbaloldali párt Észak-Macedóniában. 2015-ben alapították meg. 
A párt "demokratikus kommunista", tehát egyszerre tekintenek magukra kommunistaként és demokrataként. Nyugatellenesek, ateisták, kiléptetnék Macedóniát a NATO-ból és leállítanák az ország uniós csatlakozásának folyamatát.

## Választási eredmények
| Választások | Szavazatok száma | Szavazatok aránya | Mandátumok száma | Parlamenti szerepe |
| ----------- | ---------------- | ----------------- | ---------------- | ------------------ |
| 2016        | 12 120           | 1,05%             | 0                | nem jutott be      |
| 2020        | 37 426           | 4,13%             | 2                | ellenzék           |